# Bahia (hadihajó)
A Bahia cirkáló egy brazil hadihajó volt, amely az első világháború során a brazil haditengerészet zászlóshajójaként működött.

## Története

### Építése
A Bahia cirkáló Brazília 1904-es fegyverkezési programjának egyik legfontosabb eredménye volt (bár mellette számos hadihajót is vásárolt a haditengerészet).
A megrendelést a brit Armstrong Whitworth hajóépítő vállalat kapta, akik 1907-ben Newcastle városában kezdték építeni a hajót. Első vízre bocsátása 1909-ben történt, s ezt követően alig több mint egy évvel immáron kész állapotban Brazíliába érkezett. Egyik legnagyobb előnye volt kortársaival szemben, hogy fő meghajtóerőnek gőzturbinákat használt.

### Az első világháborúban
Brazília 1917-es hadba lépése után a brazil hadihajók szerepe eddig sohasem látott teret nyert. Ezután a Bahia testvérhajójával a Rio Grande do Sul cirkálóval együtt őrjáratozott az Atlanti-óceánon. A Bahia ezt követően a Brazil Haditengerészet zászlóshajója lett. A újonnan felállított Hadműveleti Tengerészeti Különítménynek (Portugálul:Divisão Naval em Operações de Guerra, röviden DNOG) pedig szintén a vezérhajója lett, kapitánya pedig Pedro Max Fernando Frontin admirális.
A DNOG feladata főként járőrözés lett volna, azonban az Antant minden tagja máshová kívánta küldeni a frissen érkezett hajókat. Míg az olaszok a Földközi-tenger védelmére, a franciák a Gibraltár és Észak-Afrika védelmére, addig az amerikaiak a csapataikkal való szoros együttműködésre akarták felhasználni a brazil hajókat. Azonban nem sokkal miután a brazil hajók elérték a Földközi-tengert a háború véget ért, így nagyobb konfliktusokban a brazil hajók nem vettek részt. A spanyolnátha járvány azonban 1918-ban elérte a hajókat. A 8 brazil hadihajón a háború során 103-an, míg a hazatérést követően 250-en vesztették életüket a betegség következtében.

### További sorsa
A két világháború között nem sok feladata volt, a második világháború kitörésekor viszont amerikai hajókkal karöltve járőrözött az Atlanti-óceánon.
1945-ben a hajón éppen légvédelmi gyakorlat folyt, amelynek során a legénység tagjai egy 20 mm-es gépágyút használtak. Egyikük azonban olyan balszerencsésen találta el a tatot, hogy a keletkező robbanás hatalmas lyukat ütött a hajótesten. A hatalmas hajó ennek köszönhetően alig több mint három perc alatt elsüllyedt. Nagy vitatéma azonban az áldozatok száma. Több híres újság több változatot ismer. A The Evening Independent szerint a hajón 383-an utaztak ez azonban ellentétes a többi állítással. A The New York Times szerint a baleset során 28 embert mentettek ki, míg 347-en életüket vesztették. Ezzel szemben az szovjet lapok szerint a tragédiát 32-en megúszták és 395-en életüket vesztették. A dolgok összevisszaságát fokozza, hogy a hajón négy amerikai állampolgár is utazott. A hivatalos adatok szerint azonban a hajón 372-en utaztak és utasai közül 336-an életüket vesztették, míg a 36 túlélőt a Balfe nevezetű teherhajó mentette ki.

### Parancsnokai
A Bahia-nak szolgálata során 6 parancsnoka volt.
- Altino de Miranda Correia
- Tancredo de Gomensoro
- Francisco Bonfim de Andrade
- Lucas Alexandre Boiteux
- Saladino Coelho
- Garcia D'Ávila Pires de Albuquerque

## Képgaléria

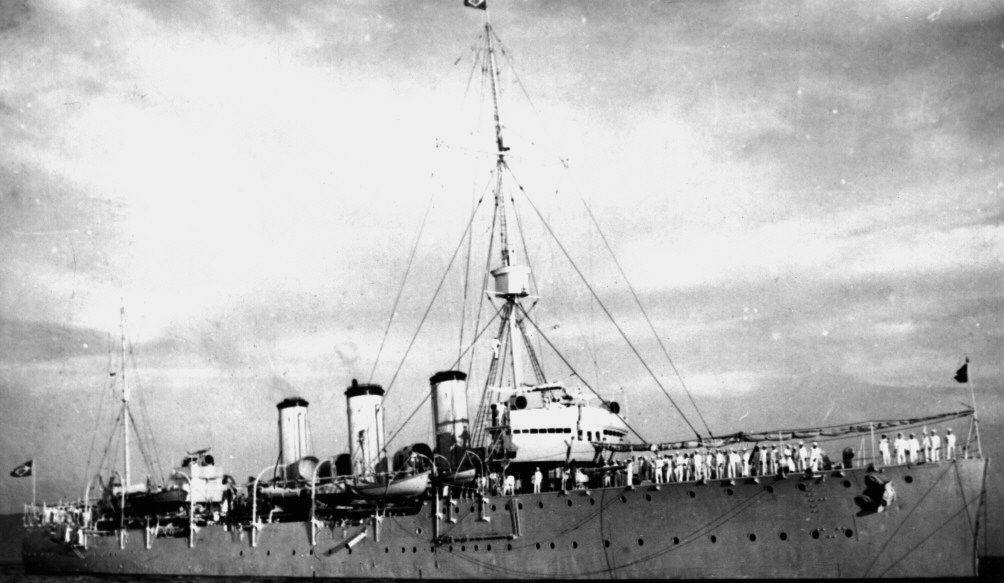
1920 körül

## Lásd még
- Brazília az első világháborúban
- Brazil Expedíciós Hadsereg
- Brazília

## Fordítás
- Ez a szócikk részben vagy egészben  a   Brazilian cruiser Bahia című angol Wikipédia-szócikk fordításán alapul.  Az eredeti cikk szerkesztőit annak laptörténete sorolja fel. Ez a jelzés csupán a megfogalmazás eredetét és a szerzői jogokat jelzi, nem szolgál a cikkben szereplő információk forrásmegjelöléseként.